# Brat Pack
Brat Pack ist eine Bezeichnung für eine Schauspieler-Generation, die sich Anfang bis Mitte der 1980er Jahre vor allem in Cliquen-Filmen etablierte, in denen häufig dieselben Schauspieler zusammen auftraten. Sie trafen sich auch privat und waren als wilde Partygänger bekannt.
Ihre Filme waren zumeist für ein jugendliches Publikum gedacht, dessen Begeisterung für den Großteil dieser Schauspieler nachließ, als sowohl die Zuschauer als auch die Rollen erwachsen wurden. 

## Herkunft des Begriffs
Der Begriff Brat Pack (brat, engl. für ‚Göre‘ oder ‚Balg‘; pack, engl. für ‚Rudel‘, ‚Meute‘; auch in Anspielung auf das Rat Pack, die Gruppe um Frank Sinatra – mit Sammy Davis Jr., Dean Martin u. a. –, die erstmals von der Schauspielerin Lauren Bacall so tituliert worden sein soll) kam durch eine Titelgeschichte des New York Magazine vom 10. Juni 1985 auf. Autor David Blum beschrieb in diesem Artikel das wilde Partyverhalten einer Gruppe junger Schauspieler in ihren 20ern, die in unterschiedlicher Zusammensetzung seit Anfang der 1980er Jahre in verschiedenen Filmen zusammenwirkten. Auch wenn der Artikel zum Teil das Talent der jungen Schauspieler hervorhebt, wobei auch das Fehlen einer schauspielerischen Ausbildung als Kriterium für die Mitgliedschaft angeführt wird, so ist er doch durchaus sehr kritisch, vor allem in seiner Beschreibung des Gruppenverhaltens und deren Starallüren. Die meisten so bezeichneten Schauspieler mochten den Begriff daher nicht und gaben dem Artikel zum Teil sogar die Schuld am Niedergang ihrer Karriere.

## Mitglieder
Die Zusammenarbeit der Brat-Pack-Mitglieder reicht teilweise bis ins Schulalter zurück, wobei zum Beispiel Charlie Sheen, Sean Penn, Chris Penn, Emilio Estevez und Rob Lowe bereits als Jugendliche gemeinsam Super-8-Filme drehten. In dem namensgebenden Artikel der Zeitschrift New York vom 10. Juni 1985 rechnete Autor David Blum dem Brat Pack zunächst die Schauspieler Emilio Estevez, Rob Lowe, Judd Nelson, Tom Cruise, Timothy Hutton, Matt Dillon, Nicolas Cage, Sean Penn sowie Matthew Broderick zu. Später definierte sich die (Kern-)Gruppe aus den Hauptdarstellern der Filme The Breakfast Club und St. Elmo’s Fire – Die Leidenschaft brennt tief und umfasste nach häufiger Auffassung acht Darsteller:

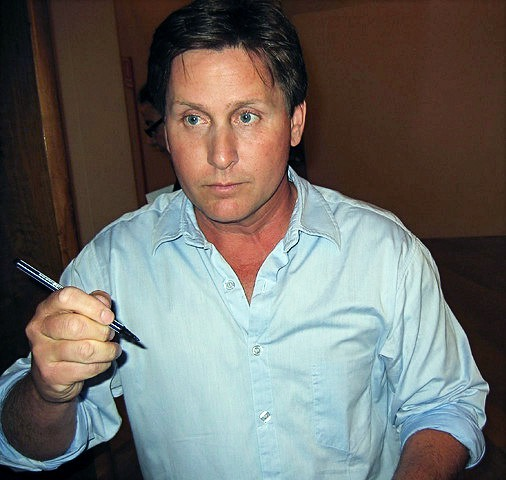
Emilio Estevez
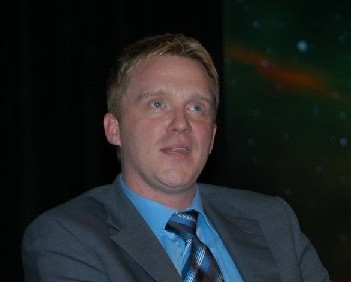
Anthony Michael Hall
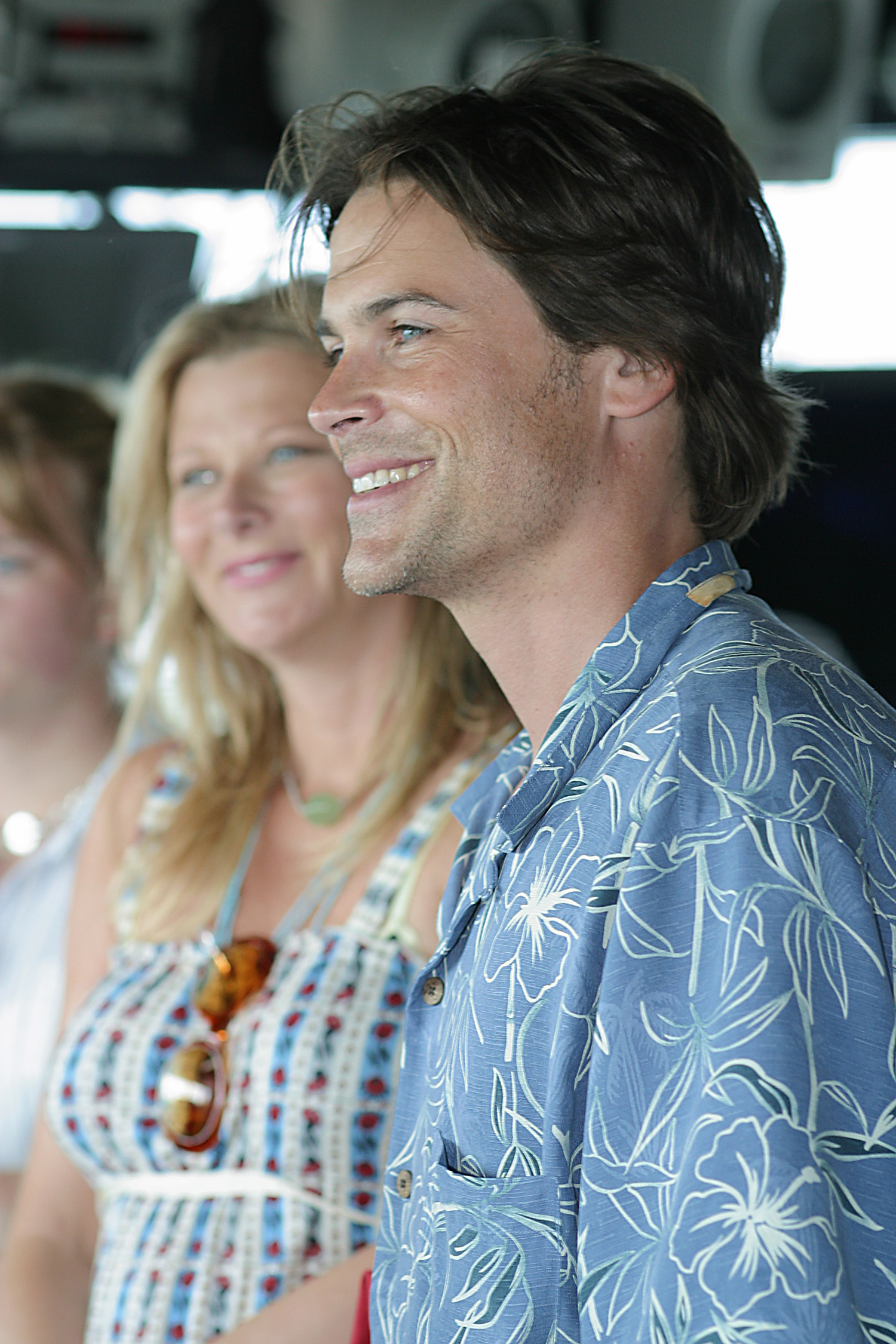
Rob Lowe
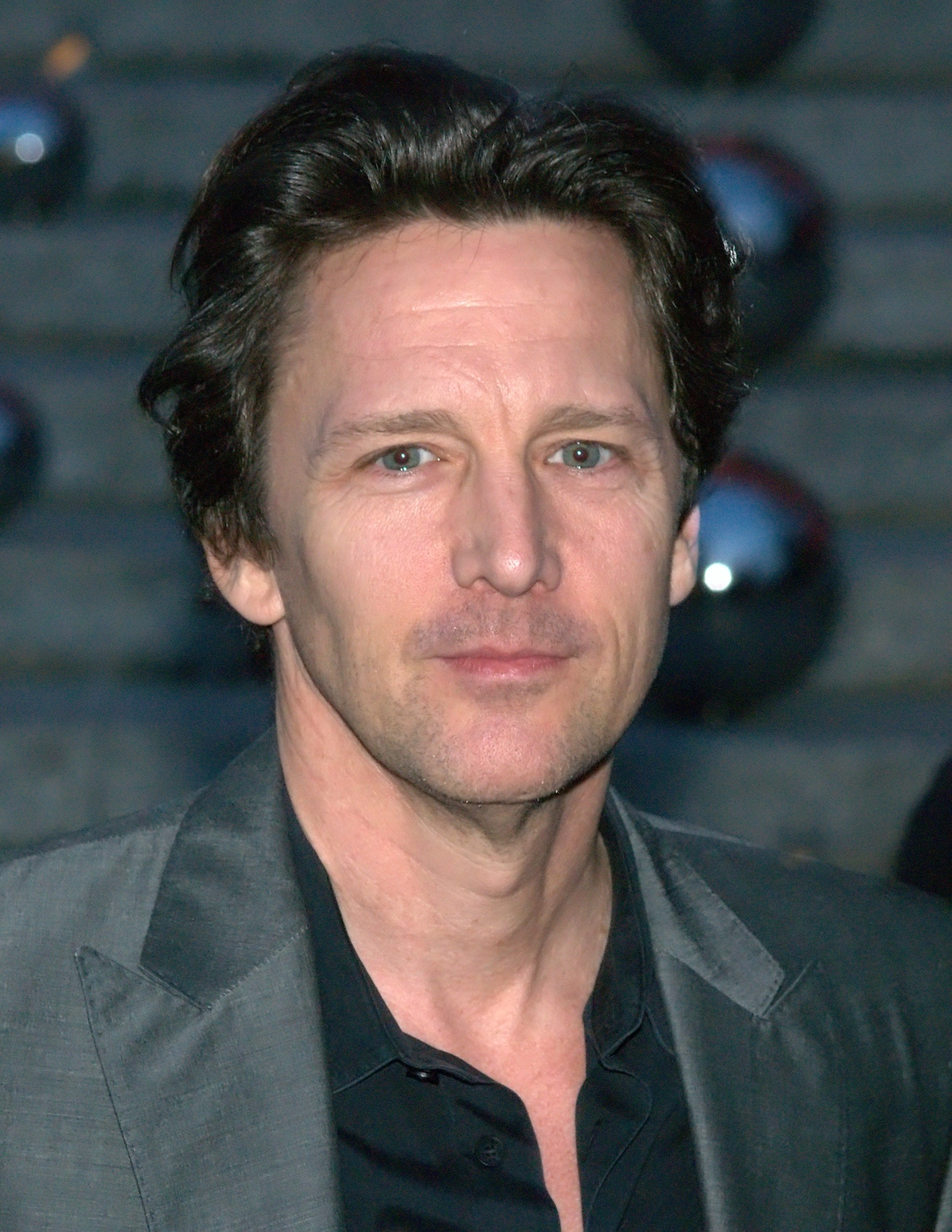
Andrew McCarthy
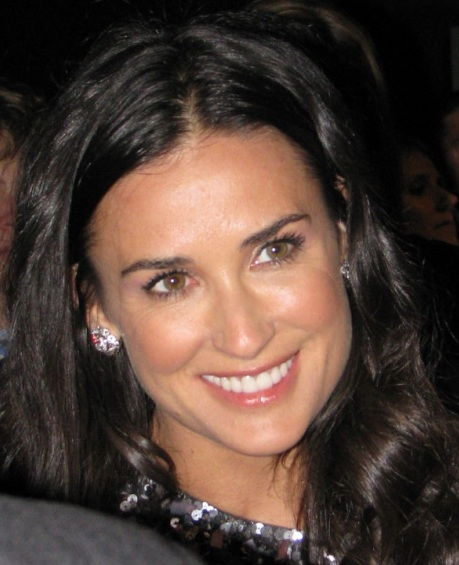
Demi Moore
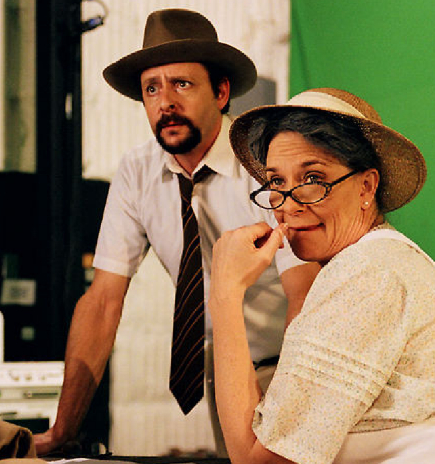
Judd Nelson (Hintergrund)
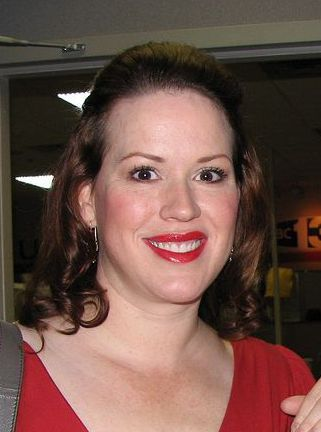
Molly Ringwald
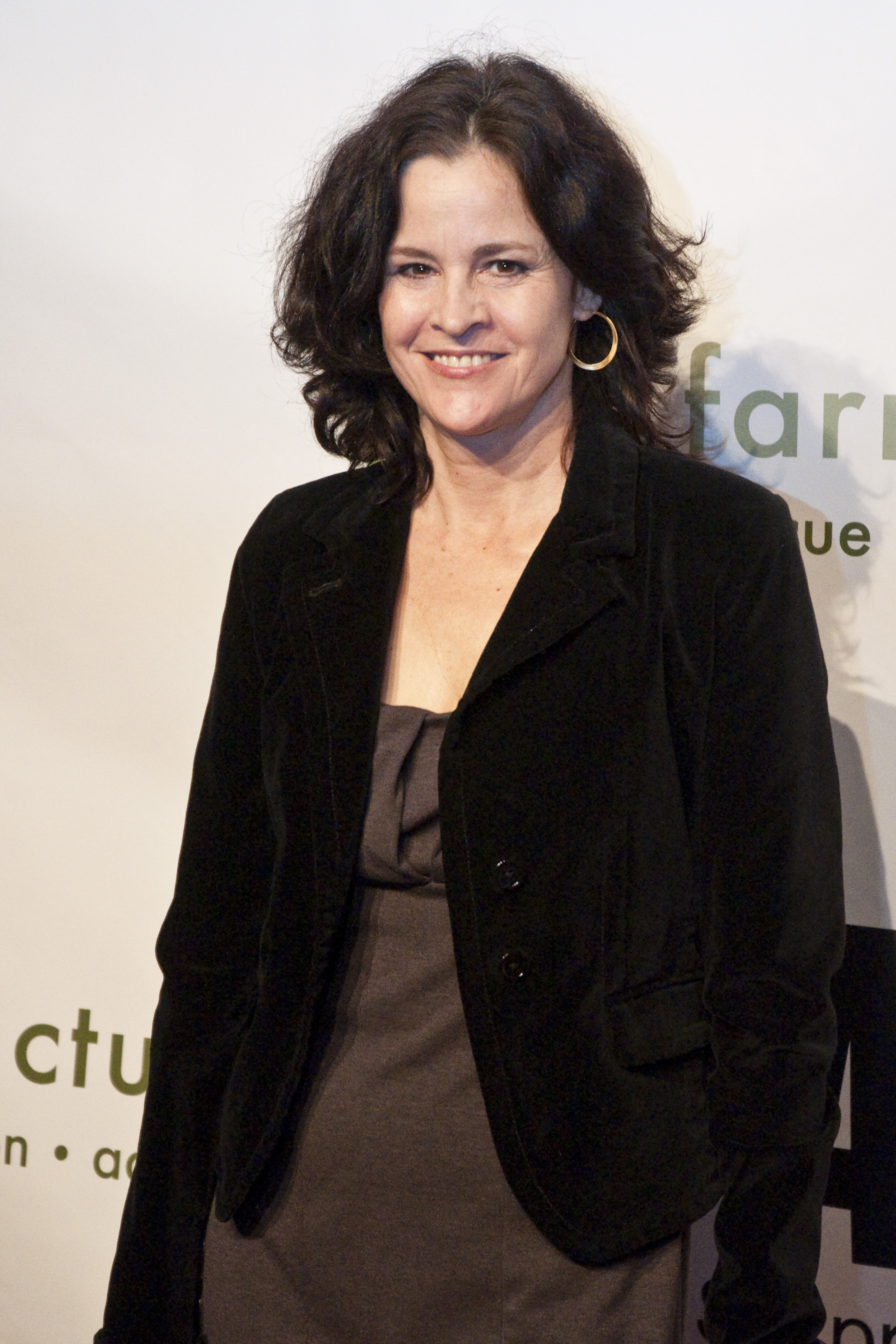
Ally Sheedy

Im Laufe der Zeit vergrößerte sich dieser Kreis um weitere Schauspieler, da durch die wachsende Anzahl von Filmen auch die Häufigkeit von gemeinsamen Rollen mit bestimmten Darstellern zunahm.

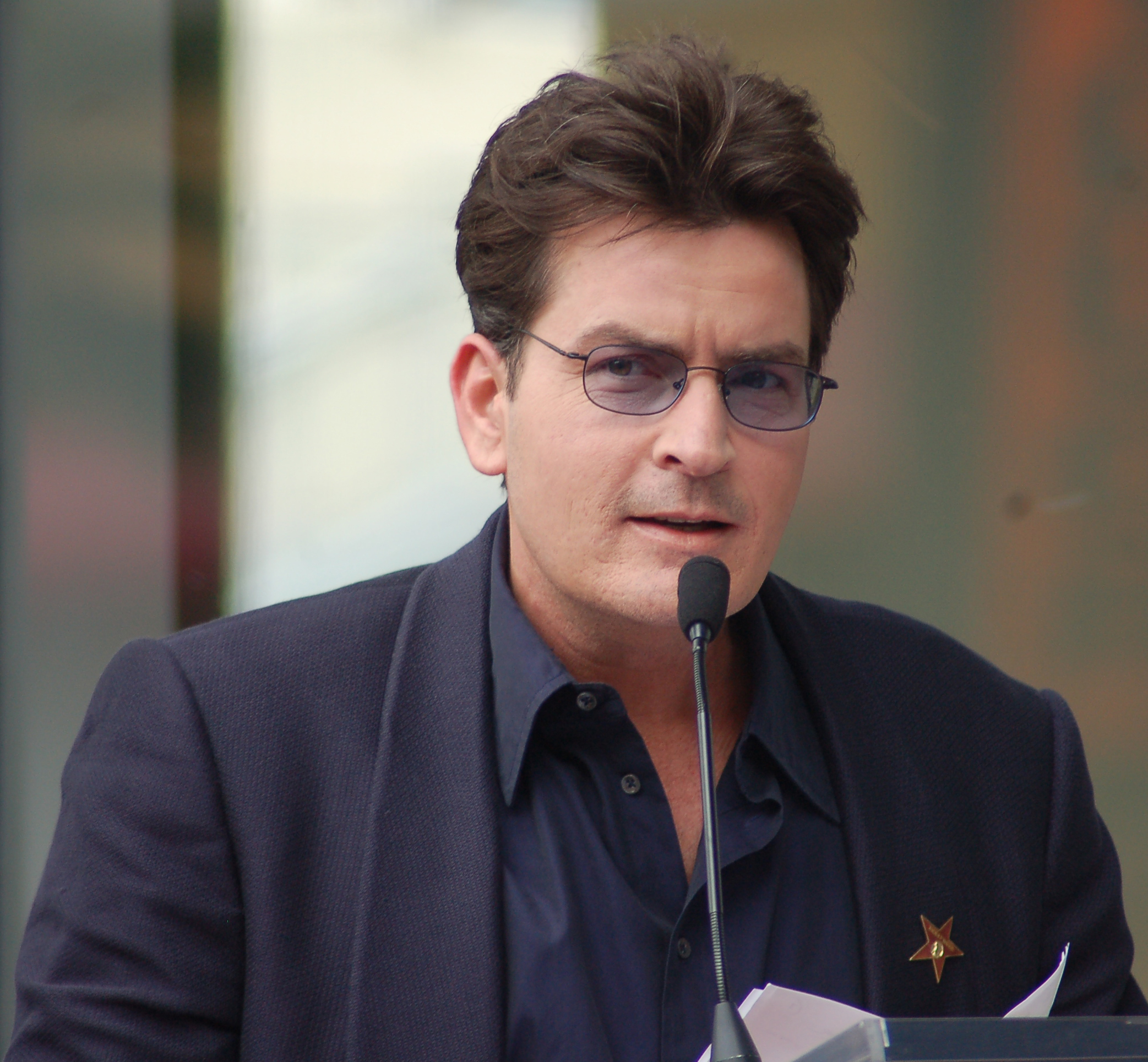
Charlie Sheen
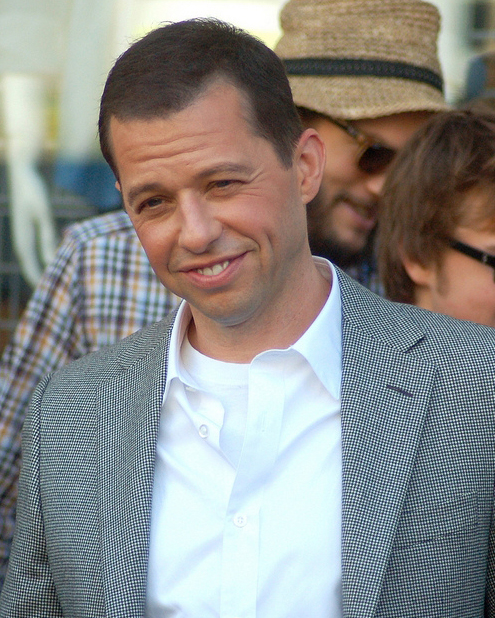
Jon Cryer
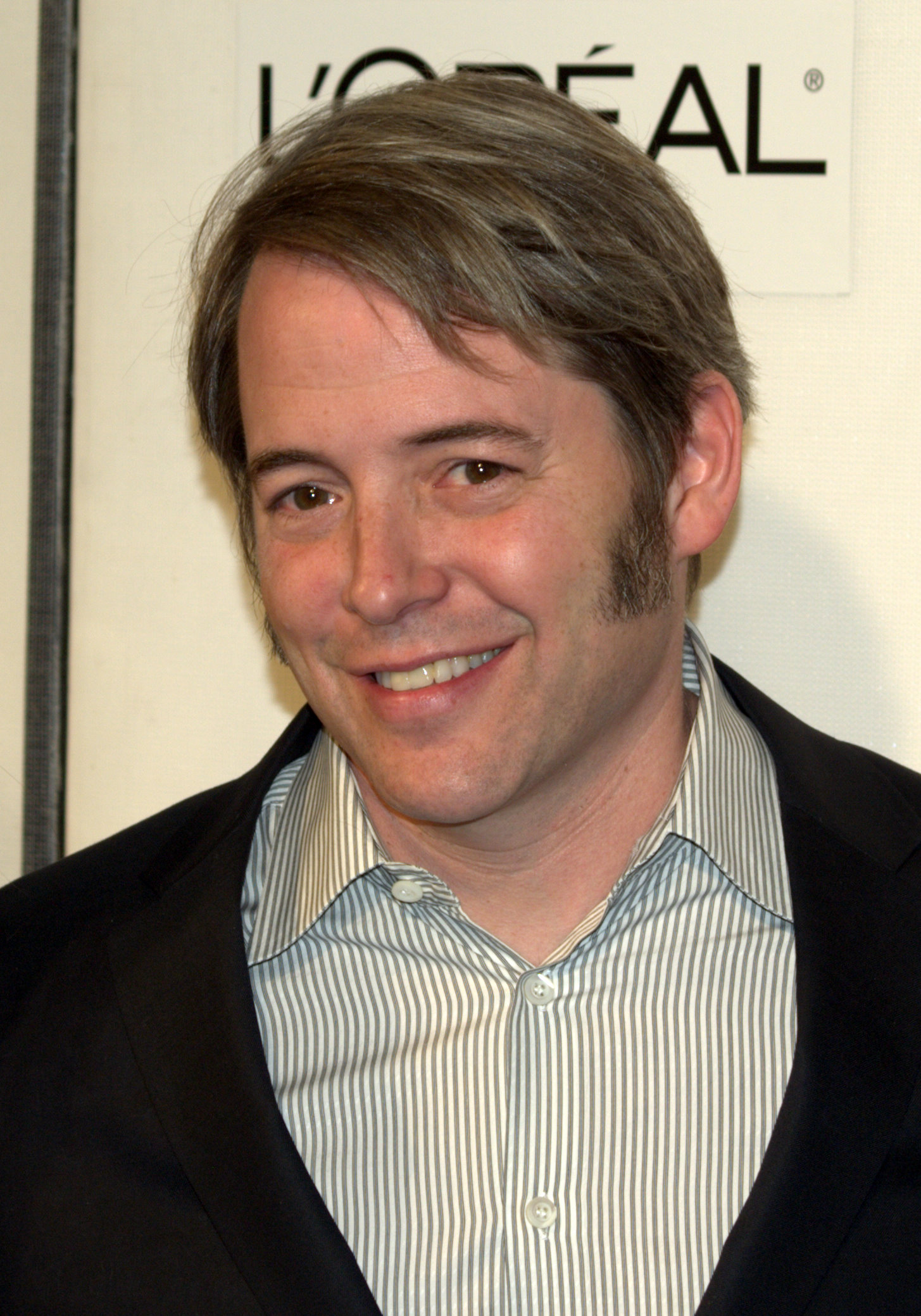
Matthew Broderick
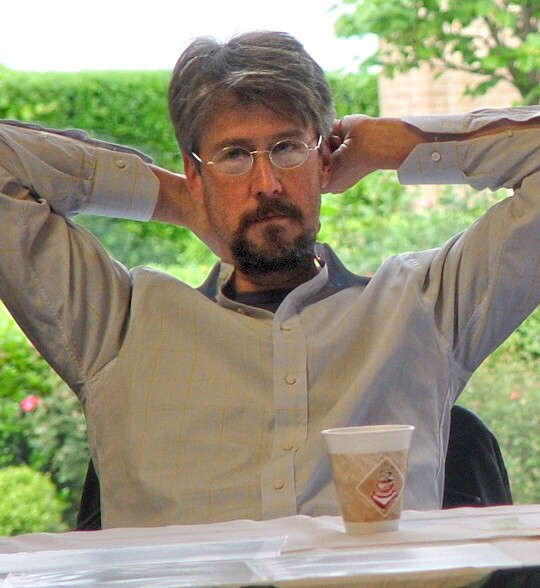
Alan Ruck
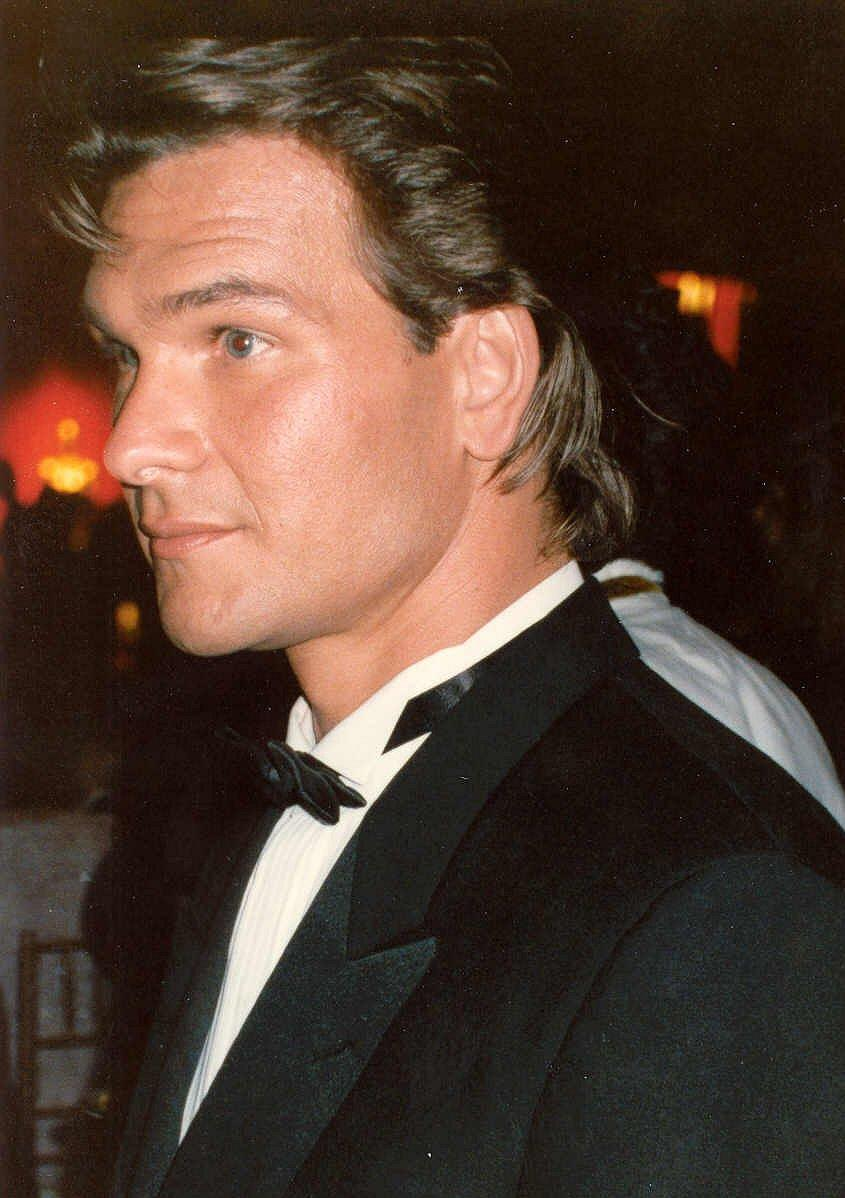
Patrick Swayze
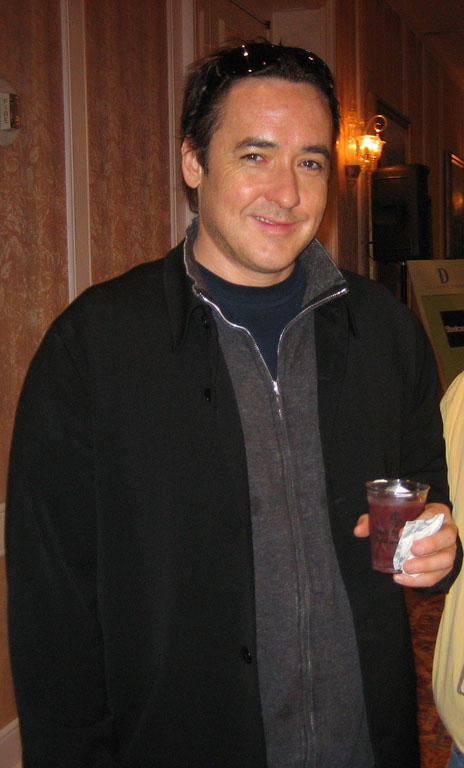
John Cusack
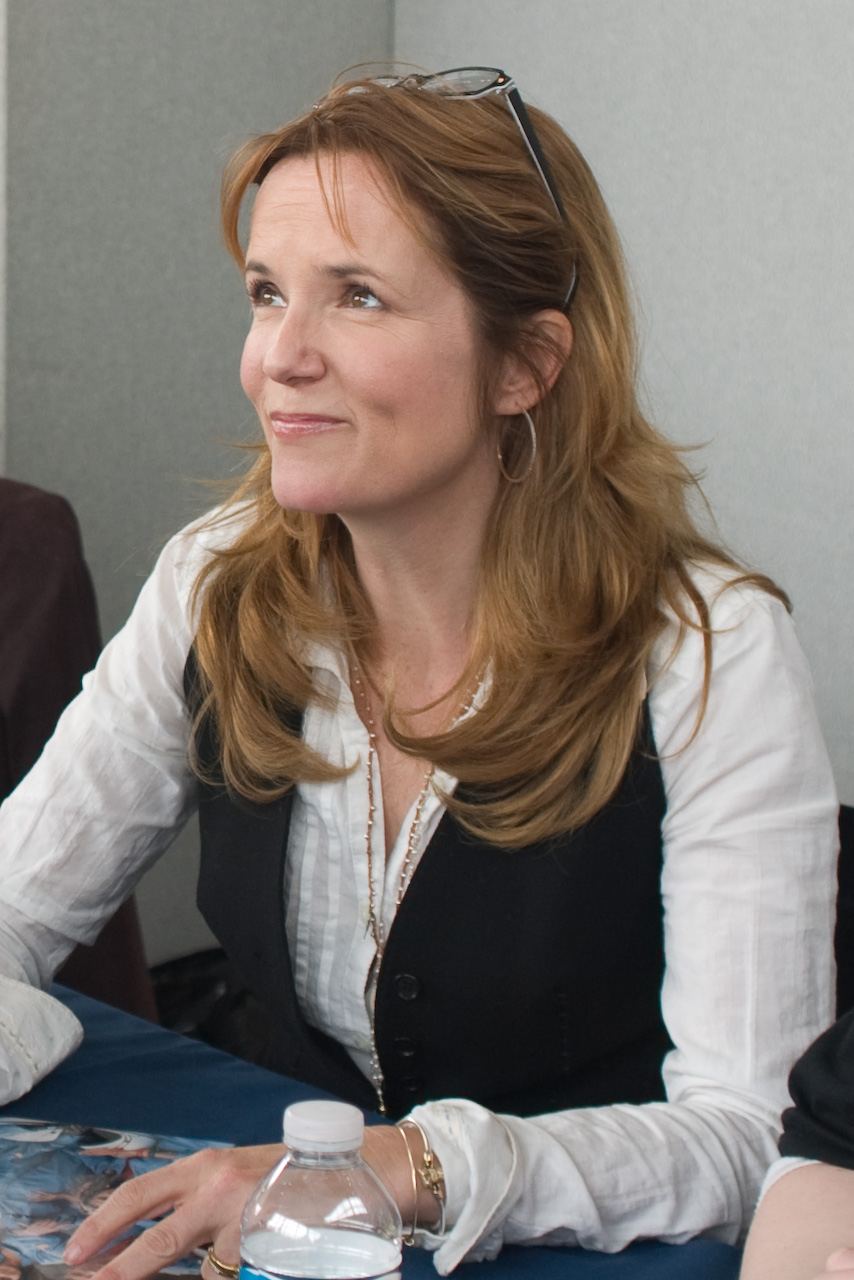
Lea Thompson
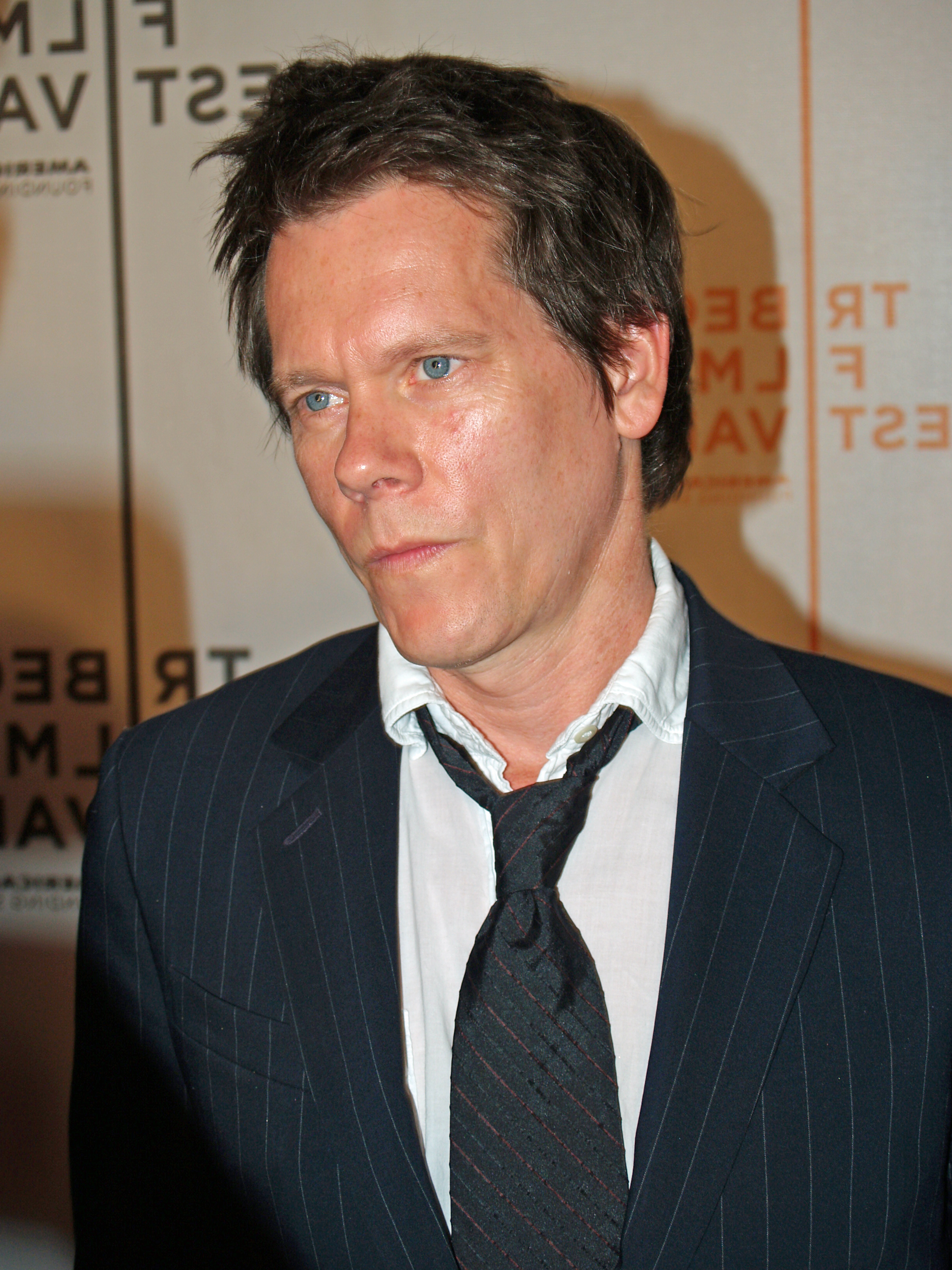
Kevin Bacon
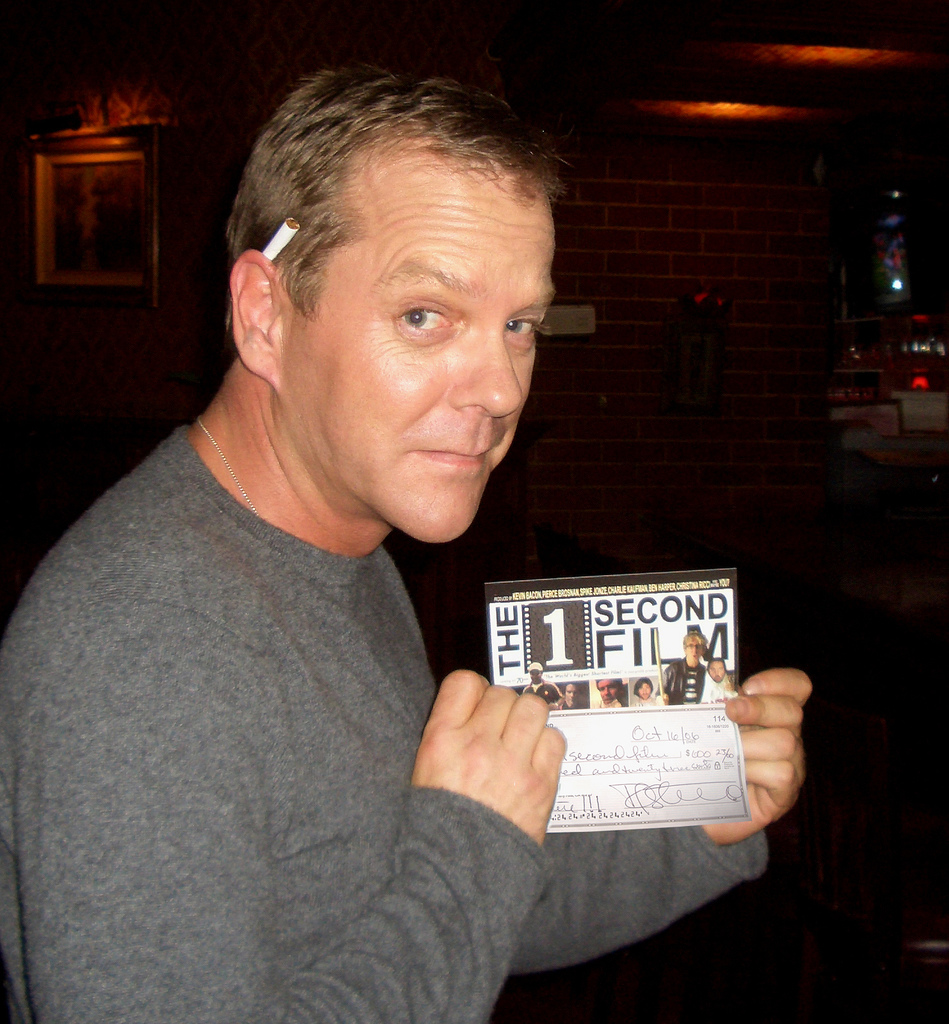
Kiefer Sutherland
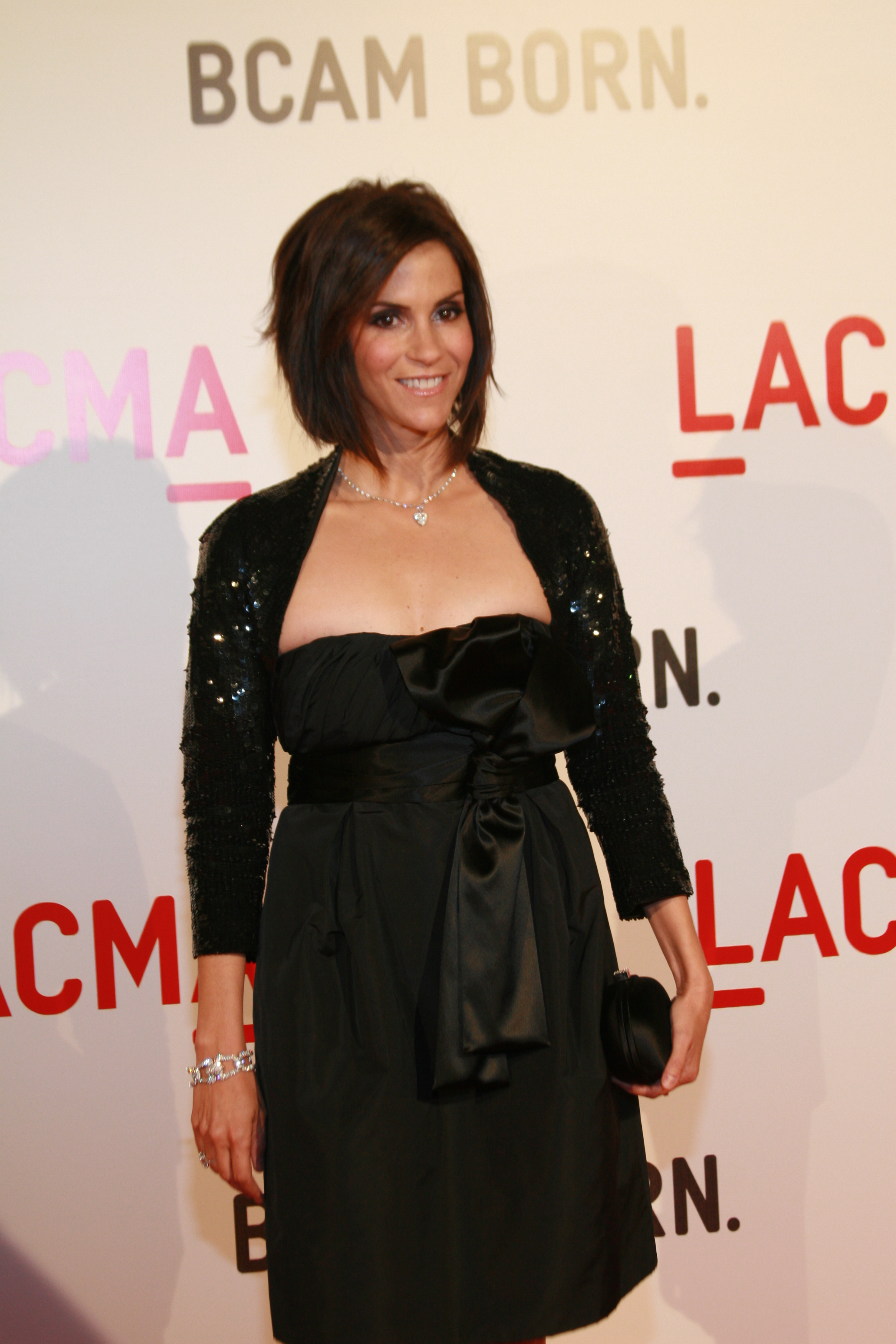
Jami Gertz
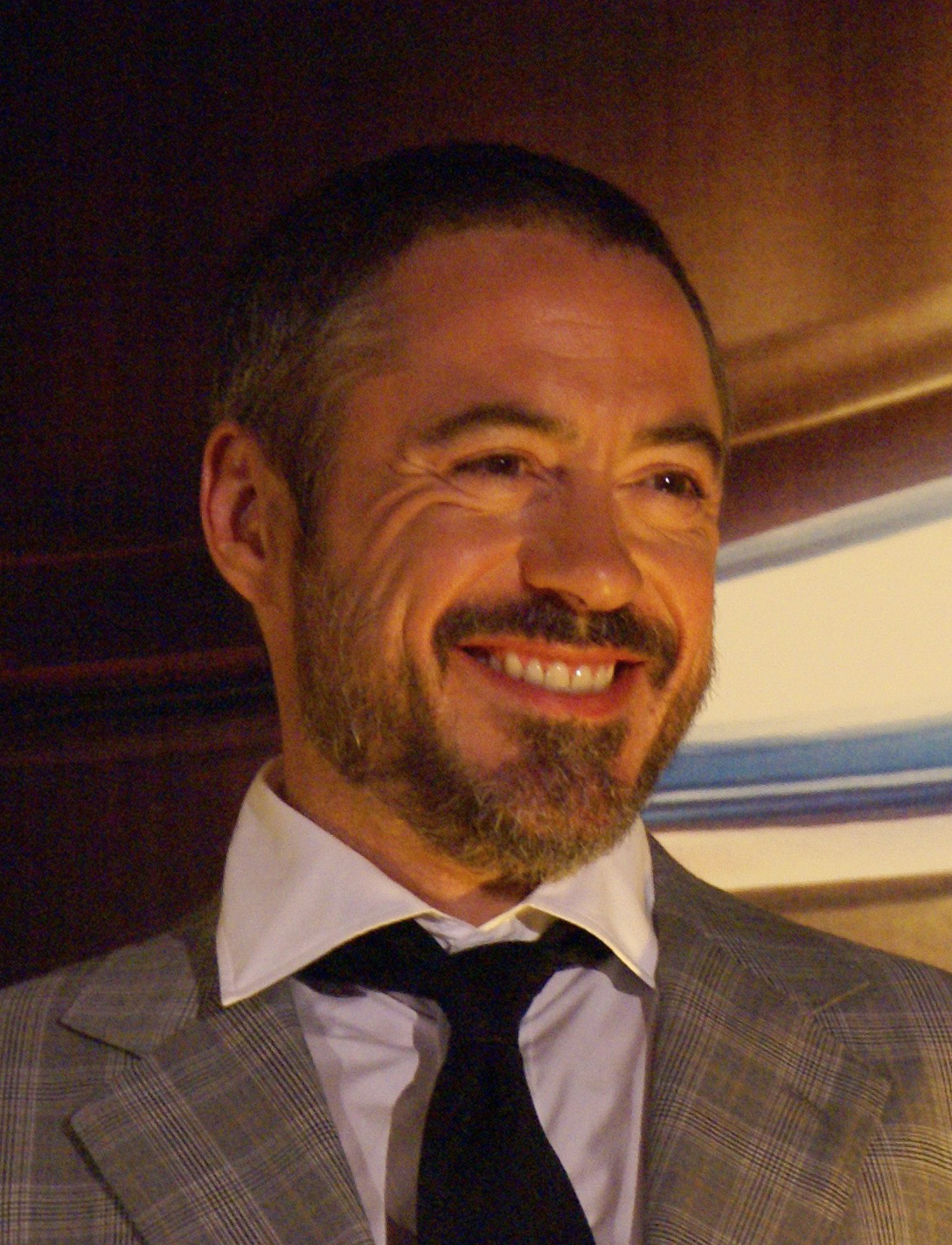
Robert Downey Jr.
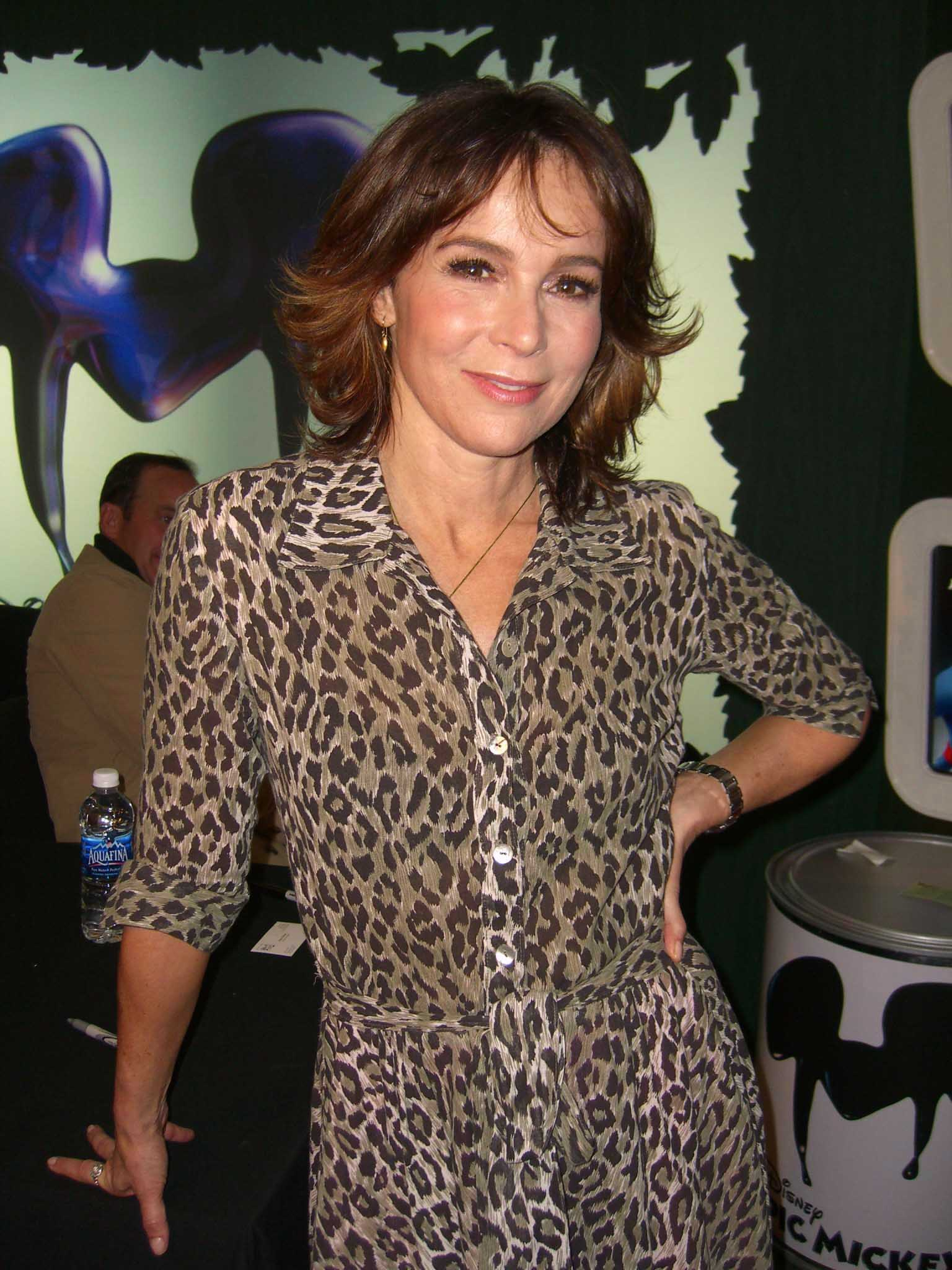
Jennifer Grey
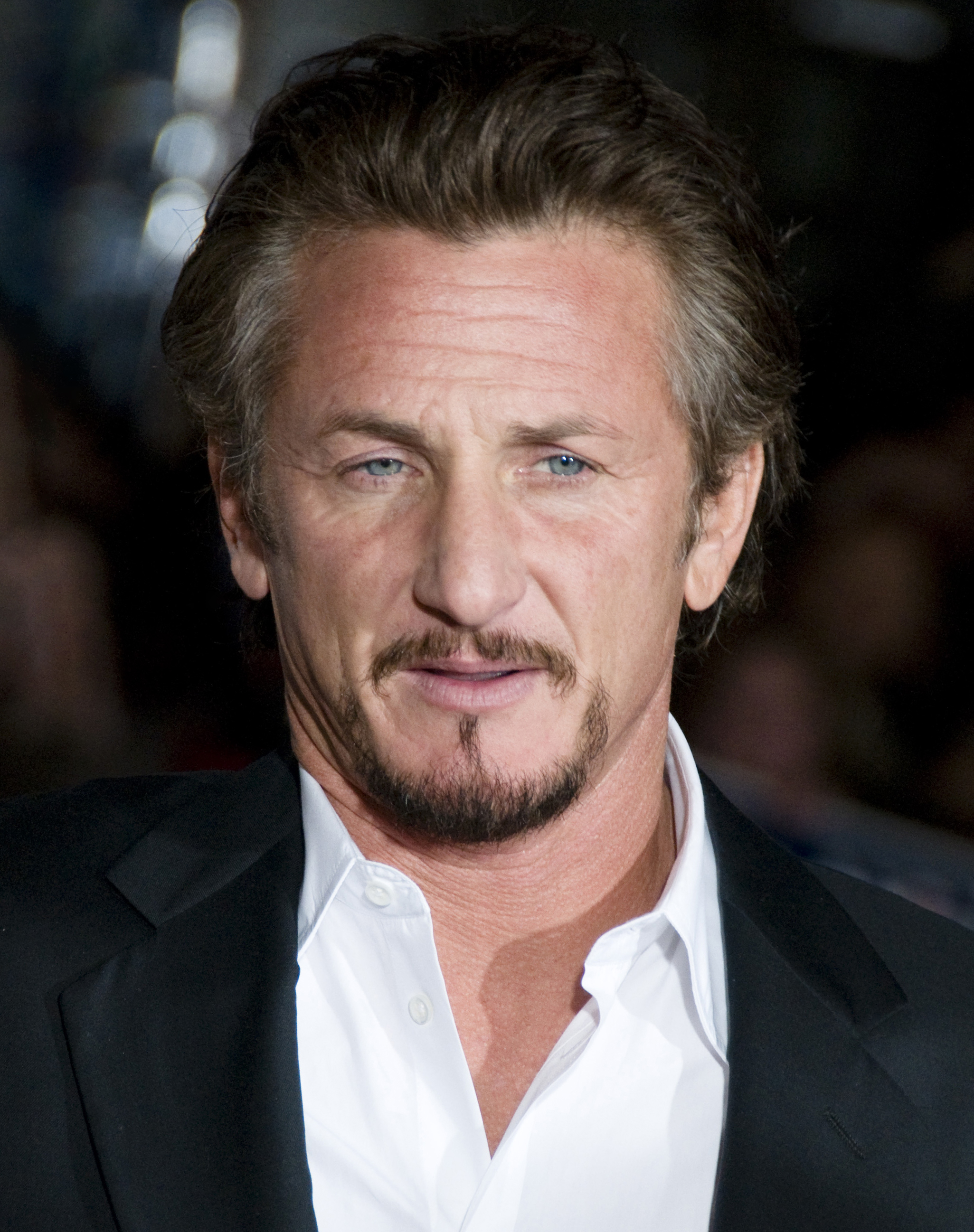
Sean Penn
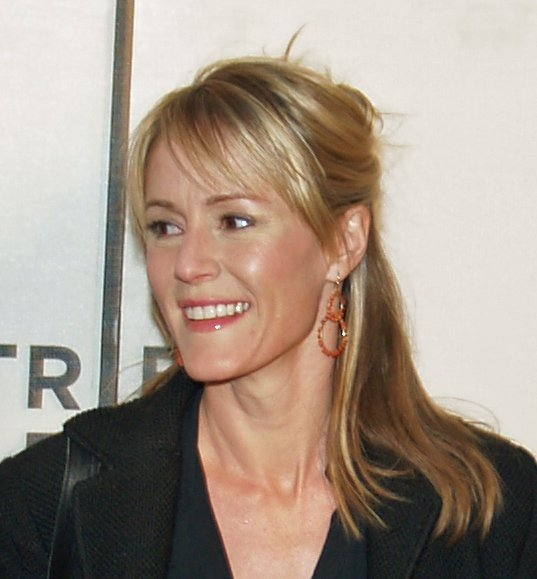
Mary Stuart Masterson
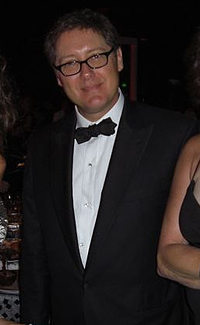
James Spader

Des Weiteren werden dem Brat Pack öfter auch C. Thomas Howell, Mare Winningham sowie – aufgrund ihrer Mitwirkung in Die Outsider – Matt Dillon, Ralph Macchio, Diane Lane und Tom Cruise zugerechnet.

## Filmografie
Im Wesentlichen werden heute unter Brat Pack die Hauptdarsteller aus den Filmen Der Frühstücksclub und St. Elmo’s Fire zusammengefasst. Weitere Brat-Pack-Filme sind unter anderem Die Outsider, Class, Sixteen Candles und Pretty in Pink.
- 1981: Die Kadetten von Bunker Hill mit Sean Penn und Tom Cruise
- 1983: WarGames – Kriegsspiele mit Ally Sheedy und Matthew Broderick
- 1983: Bad Boys – Klein und gefährlich mit Ally Sheedy, Sean Penn und Alan Ruck
- 1983: Die Outsider mit Emilio Estevez, Rob Lowe, Matt Dillon, Patrick Swayze und C. Thomas Howell
- 1983: Class mit Rob Lowe, Andrew McCarthy und John Cusack
- 1984: Die rote Flut mit Patrick Swayze, C. Thomas Howell, Charlie Sheen, Jennifer Grey und Lea Thompson
- 1984: Das darf man nur als Erwachsener mit Anthony Michael Hall, Molly Ringwald, John Cusack und Jami Gertz
- 1984: Oxford Blues mit Rob Lowe und Ally Sheedy
- 1984: Eine starke Nummer mit Jon Cryer und Demi Moore
- 1985: Die Himmelsstürmer mit Andrew McCarthy und Mary Stuart Masterson
- 1985: Der Frühstücksclub mit Emilio Estevez, Anthony Michael Hall, Judd Nelson, Molly Ringwald und Ally Sheedy
- 1985: St. Elmo’s Fire mit Emilio Estevez, Rob Lowe, Andrew McCarthy, Demi Moore, Judd Nelson und Ally Sheedy
- 1986: Pretty in Pink mit Molly Ringwald, Jon Cryer, James Spader und Andrew McCarthy
- 1986: Ein ganz verrückter Sommer mit Demi Moore und John Cusack
- 1986: Nochmal so wie letzte Nacht mit Rob Lowe und Demi Moore
- 1986: Wisdom – Dynamit und kühles Blut mit Demi Moore, Emilio Estevez und Charlie Sheen
- 1986: Bodycheck mit Rob Lowe und Patrick Swayze
- 1986: Ferris macht blau mit Matthew Broderick, Alan Ruck, Jennifer Grey und Charlie Sheen
- 1987: Unter Null mit Andrew McCarthy, Robert Downey Jr., Jami Gertz und James Spader
- 1987: Mannequin mit Andrew McCarthy und James Spader
- 1987: Jack, der Aufreißer mit Robert Downey Jr. und Molly Ringwald
- 1987: Dirty Dancing mit Patrick Swayze und Jennifer Grey
- 1987: The Lost Boys mit Jami Gertz und Kiefer Sutherland
- 1987: Ist sie nicht wunderbar? mit Mary Stuart Masterson und Lea Thompson
- 1988: Johnny be Good mit Anthony Michael Hall und Robert Downey Jr.
- 1988: Young Guns mit Emilio Estevez, Charlie Sheen und Kiefer Sutherland
- 1988: Kansas mit Matt Dillon und Andrew McCarthy
- 1988: Zärtliche Liebe mit Molly Ringwald und Andrew McCarthy
- 1989: Wir sind keine Engel mit Demi Moore und Sean Penn
- 1989: Ein himmlischer Liebhaber mit Robert Downey Jr. und Mary Stuart Masterson
- 1990: Men at Work mit Emilio Estevez und Charlie Sheen
- 1990: Ghost – Nachricht von Sam mit Demi Moore und Patrick Swayze
- 1990: Todfreunde – Bad Influence mit Rob Lowe und James Spader
- 1991: Hot Shots! – Die Mutter aller Filme mit Charlie Sheen und Jon Cryer
- 1992: Eine Frage der Ehre mit Demi Moore, Kiefer Sutherland, Kevin Bacon und Tom Cruise
- 1994: Stephen Kings The Stand – Das letzte Gefecht mit Molly Ringwald und Rob Lowe
- 1994: Julius Caesar Superstar mit Anthony Michael Hall und Robert Downey Jr.

Andrew McCarthy inszenierte den 2024 veröffentlichten Dokumentarfilm Brats über das Brat Pack.

## Das literarische Brat Pack
Eine ähnliche Bedeutung trug der Begriff zudem in der amerikanischen Literatur. Ab Mitte der 1980er Jahre wurde als „literarisches Brat Pack“ eine Reihe von Debütromanen hoffnungsvoller Jungschriftsteller, die den Prozess des Erwachsenwerdens thematisierten und im Zuge dieses Hypes sehr erfolgreich wurden, aggressiv vermarktet.
Zu dieser losen Gruppe zählten die Medien, wie z. B. das Pages Magazine, zunächst folgende Autoren und Werke:
- Jay McInerney – Ein starker Abgang (Bright Lights, Big City) (1984)
- Bret Easton Ellis – Unter Null (Less Than Zero) (1985)
- Tama Janowitz – Großstadtsklaven (Slaves of New York) (1986)
- Mark Lindquist – Sad Movies (1987)
- Jill Eisenstadt – Rockaway (From Rockaway) (1987)

Andere Medien wie das Spy Magazine rechneten verschiedentlich folgende Personen hinzu:
- Donna Tartt – Die geheime Geschichte (The Secret History) (1992)
- Peter Farrelly – Outside Providence (1988)
- Jonathan Lethem – Motherless Brooklyn (1999)
- David Leavitt – Die verlorene Sprache der Kräne (The Lost Language of Cranes) (1987)

Außer dem Umgang mit dem Älterwerden und Themen wie Drogenmissbrauch, Konsum, Liebeskummer und Orientierungslosigkeit hatten die Romane eine zumeist nachdenkliche, bisweilen sogar zynische Sichtweise gesellschaftlicher Schichten gemein. Meist verband sich dabei eine erfundene Geschichte mit der realen Kultur der 1980er Jahre (u. a. Musik). Daher gelten die Romane heute als wichtiger Teil der Popliteratur. Darüber hinaus einte sie in vielen Fällen die Erzählperspektive der Ich-Erzählung.
Vier der hier aufgeführten Autoren (Ellis, Eisenstadt, Tartt und Lethem) hatten zudem auf dem liberalen Bennington College in Vermont studiert, dem damals teuersten College für die Bildenden Künste in den USA.
Eine kurze Abhandlung über seine Zeit im „literarischen Brat Pack“ findet sich in Bret Easton Ellis’ halbbiographischem Buch Lunar Park (2006).